# Тейлор Лотнер
Тейлор Деніель Ло́тнер (англ. Taylor Daniel Lautner (/ˈlaʊtnər/), *11 лютого 1992, Гранд-Рапідс, Мічиган, США) — американський актор, став відомим завдяки фільмам вампірської саги «Сутінки», де зіграв Джейкоба Блека, «День Святого Валентина» (2010), «Погоня» (2011).

## Біографія

### Ранні роки
Тейлор народився в Гранд-Рапідс, штат Мічиган, в сім'ї Даніела і Дебори Лотнер. Тейлор Лотнер має голландські, французькі, німецькі та індіанські корені (зокрема, Оттава і потаватомі).
Лотнер почав вивчати карате кікушинкай в шестирічному віці в школі карате Фабіано в Голленді, Мічиган. На наступний рік він уже виграв турнір і був запрошений продовжити навчання у семиразового чемпіона з карате Майка Чату. Коли Тейлору було всього вісім, його попросили представляти свою країну від Міжнародної асоціації карате, і він довів свою майстерність, ставши Світовим юніором з карате і Чемпіоном боротьби зі зброєю — і виграв 3 золотих медалі. Він як і раніше процвітає в бойових мистецтвах, а в 2003 році в одинадцять років він посів перше місце у світі у змаганнях NASKA в категоріях: «Чорний пояс Відкриті форми», «Музичне зброя», «Традиційне зброя», і «Традиційні форми»; і у віці дванадцяти років виграв «Чемпіонат світу з карате серед юніорів». Володар 5 дану із карате кікушинкай і 3 дану із тхеквондо ІТФ.

## Кар'єра
Тейлор почав свою акторську кар'єру після того, як інструктор з бойових мистецтв переконав його піти на прослуховування Лос-анджелеської реклами «Burger King», мережі ресторанів швидкого харчування. Хоча досвід виявився невдалим, йому сподобався цей експеримент і послужив поштовхом до дії. Незабаром Тейлор і його родина стали мотатися туди-сюди з Мічигану у Флориду, щоб Тейлор міг якомога частіше проходити прослуховування і отримувати ролі постійно. Коли Лотнеру виповнилося десять, його сім'я переїхала до Лос-Анджелесу, щоб він міг присвячувати весь свій час акторському мистецтву.
Хлопчик продовжував успішно показувати себе й у справі бойових мистецтв; в 2003 у віці одинадцяти років він став номером один у світових відкритих змаганнях на чорний пояс NASKA, змаганнях з традиційними видами зброї та ін, а також у 12 років став Світовим чемпіоном- юніором.
У 2001 р. Лотнер зіграв Кисмет в телевізійному фантастичному екшені Макото Йокойами «Тінь вбивця». Згодом він отримав ролі в серіалах «Вічне літо», «Шоу Берні Мака» (Аарон) і «Моя дружина і діти» (Тайрон).
Тейлор не раз брав участь у зйомках мультсеріалу «Денні-привид», де отримав закадрову роль Янгблада. Але справжній успіх прийшов до любителя карате тільки із зоряною роллю в тривимірному дитячому фільмі Роберта Родрігеса «Пригоди Шаркбоя і Лави», де, власне, він зіграв Шаркбоя, який чудово демонструє свої навички бойових мистецтв. Лотнер заявив, що, продовжуючи процвітати в його акторській кар'єрі, він також хоче закінчити середню школу.
Тейлор отримував невеликі ролі в декількох телевізійних шоу та фільмах, включаючи «Година вар'єте Ніка та Джесіки». Мало того, юний актор успішно працює за кадром, озвучуючи різних персонажів. Крім голосу ЯнгБлуда з «Денні-привид» він працював над озвучуванням декількох персонажів в епізодах мультсеріалу «Що новенького, Скубі-Ду?» Та мультфільму «He's a Bully, Charlie Brown», а також став голосом Сайласа в анімованому серіалі "Сайлас і Брітані ".
Кілька місяців він проходив прослуховування на роль Еліота, щоб потрапити в комедійну сімейну стрічку Адама Шенкмана «Оптом дешевше 2».
У 2008 році Лотнер зіграв сина Крістіана Слейтер в серіалі «Мій особистий ворог (англ.)», поки його не закрили після дев'яти епізодів.

## Особисте життя
У Тейлора є молодша сестра Макена.
У вільний час Тейлор любить займатися спортом. Наприклад, для того, щоб відповідати книжковому образу перевертня Джейкоба Блека для ролі у фільмі «Сутінки», акторові вдалося наростити м'язову масу, набрати 15 кг м'язової маси і обзавестися 8-ома кубиками пресу в свої 17, на той момент при зрості 179 см вага Тейлора становила близько 78 кг, що ідеально відповідало образу Джейкоба Блека. За словами Тейлора, на той час він був у найкращій фізичній формі. У цьому йому допомогли посилені заняття на тренажерах і плавання. 
У вільний час він любить грати у футбол і бейсбол. Він фанат команд «Texas Longhorns» і «Michigan Wolverines». Лотнер грав за лос-анджелеську бейсбольну команду у центрі поля і другий базі. Також актор-каратист брав участь у справах хіп-хоп танцювальної групи «LA Hip Kids» і джазової танцювальної групи «Hot Shots».
Зустрічався з Селеною Гомес, Тейлор Свіфт, Лілі Коллінз, Майкою Монро. З червня 2013 року Тейлор мав стосунки з колегою по фільму «Трейсери» — акторкою Марі Авгеропулос, але в кінці 2015 року вони розійшлись. Останній раз він був помічений з моделлю Рейною Лоусон. У 2022 році одружився з Тейлор Доум.

## Фільмографія
| Рік         | Назва                         | Оригінальна назва                      | Роль                                            |         |
| ----------- | ----------------------------- | -------------------------------------- | ----------------------------------------------- | ------- |
| 2016        | Осідлати хвилю                | Run the Tide                           | Реймунд Гайтауер                                |         |
| 2015        | Безглузда шістка              | The Ridiculous 6                       | «Маленький Піт» Стокберн                        |         |
| 2015        | Трейсери                      | Tracers                                | Кем                                             |         |
| 2014 — 2018 | Куку                          | Cuckoo                                 | Дейл                                            | серіал  |
| 2013        | Однокласники 2                | Grown Ups 2                            | хлопець із братства Енді (в титрах не вказаний) |         |
| 2012        | Світанок — Частина 2          | Breaking Dawn — Part 2                 | Джейкоб Блек                                    |         |
| 2011        | Світанок — Частина 1          | Breaking Dawn — Part 1                 | Джейкоб Блек                                    |         |
| 2011        | Погоня                        | Abduction                              | Нейтан Гарпер                                   |         |
| 2010        | Затемнення                    | Eclipse                                | Джейкоб Блек                                    |         |
| 2010        | День Святого Валентина        | Valentine's day                        | Віллі                                           |         |
| 2009        | Сутінки. Сага. Молодий місяць | New Moon                               | Джейкоб Блек                                    |         |
| 2008        | Мій особистий ворог           | My Own Worst Enemy                     | Джек Співі                                      | серіал  |
| 2008        | Сутінки                       | Twilight                               | Джейкоб Блек                                    |         |
| 2006        | Він Баллі, Чарлі Браун        | He's a Bully, Charlie Brown            |                                                 | ТВ      |
| 2005        | Лав Инкорпорейшн              | Love, Inc                              | Олівер                                          | серіал  |
| 2005        | Гуртом дешевше 2              | Cheaper by the Dozen 2                 | Еліот Мерто                                     |         |
| 2005        | Пригоди Шаркбоя і Лави        | The adventure of Sharkboy and Lavagirl | Шаркбой                                         |         |
| 2004        | Вічне літо                    | Summerland                             | Boy on Beach                                    | серіал  |
| 2004        | Денні-привид                  | Danny Phantom                          | Young blood                                     | серіал  |
| 2003        | Дак Доджерс                   | Duck Dodgers                           | Reggie Wasserstein                              | озвучка |
| 2002        | Що нового, Скуби-Ду?          | What's New, Scooby-Doo?                | Денніс                                          | озвучка |
| 2001        | Шоу Берні Мака                | Bernie Mac Show                        | Аарон                                           |         |
| 2001        | Тінь-вбивця                   | Shadow Fury                            | Кісмет                                          |         |
| 2001        | Моя дружина і діти            | My Wife and Kids                       | Тайрон                                          |         |